# Красовская, Татьяна Михайловна
Татья́на Миха́йловна Красо́вская (род. 10 декабря 1948) — советский и российский географ. Доктор географических наук, профессор кафедры физической географии мира и геоэкологии географического факультета МГУ имени М. В. Ломоносова. Один из ведущих российских специалистов в области геоэкологии и природопользования Севера России.

## Биография
В 1971 году окончила географический факультет МГУ.
В 1971—1977 гг. работала младшим научным сотрудником отдела природы во Всесоюзном НИИ информации по сельскому хозяйству. В 1978 году была приглашена на кафедру общей физической географии и палеогеографии, где она под руководством академика К. К. Маркова проводила организационную работу по изданию семитомной монографии «География Мирового океана».
В 1975 году поступила в аспирантуру МГУ на кафедру физической географии зарубежных стран, в 1979 году защитила кандидатскую диссертацию на тему «Современные ландшафты Центрального и Восточного Индокитая» под руководством профессора Рябчикова А. М.
В 1985—1991 гг. руководила работой экспедиционной научно-исследовательской группы «Арктика» географического факультета МГУ. В 1990—1993 гг. — член экологической комиссии Ассоциации полярников.
В 1993—1999 гг. — руководила научно-исследовательскими программами по Арктике в рамках грантов РФФИ, РГНФ, Research Support Scheme, AMAP и др.
В 1995—1998 гг. — эксперт отдела Арктики и островных территорий Госкомсевера РФ. Неоднократно участвовала в подготовке правительственных документов по вопросам охраны окружающей среды в Арктике для международных организаций, также работала в качестве эксперта-эколога при подготовке документов по делам Севера в Федеральном Собрании РФ.
Доктор географических наук (2006). Тема докторской диссертации: «Природа Севера России: социокультурный и эколого-экономический анализ».
С 2007 г. — профессор кафедры физической географии мира и геоэкологии географического факультета МГУ.

## Научная деятельность
Научные интересы: геоэкология и природопользование северных территорий, культурные ландшафты: теория и региональный анализ, эстетическое ландшафтоведение, экологическая экономика.
Председатель профсоюзной организации географического факультета (до 2015).
Соруководитель (вместе с Калуцковым В. Н.) междисциплинарного научного семинара «Культурный ландшафт» Русского географического общества.
В 2012—2016 гг. — член редколлегии журнала «Гуманитарная и культурная география», с 2019 г. — член редколлегии журнала «Advances in Geoscience».
Автор более 200 научных работ, в том числе более 20 монографий, включая зарубежные (в соавторстве) и 3 учебных пособий.
Почетный профессор Минобрнауки РФ (2004), почетный доктор London Journals Press (2020). Обладатель Медали 850 лет г. Москвы, Нагрудного знака Минобрнауки РФ, Бронзовой медали ВДНХ, Нагрудного знака 250 лет МГУ, Золотой медали и почетной грамоты ФНПР, премии «Хрустальный глобус» РГО и др.

### Книги
- Красовская Т. М., Слипенчук М. В. «Введение в природопользование», учебник для ВУЗов, Москва, 2016
- Евсеев А. В., Красовская Т. М. «Эколого-географические особенности природной среды районов Крайнего Севера России». Смоленск, 1996
- Евсеев А. В., Красовская Т. М., Мироненко Н. С., Тикунов В. С., Шабалина Н. В. «Оценка рекреационного потенциала Севера России». Мурманск, 2001.
- Красовская Т. М. «Природопользование Севера России». Москва, 2008
- Красовская Т. М. «Рациональное природопользование на Кольском полуострове». Москва, МГУ, 1990 (в соавторстве)
- Красовская Т. М. «Кольский полуостров. Учебно-научные географические и экологические экскурсии в районе г. Кировска». Смоленск, 1998 (в соавторстве)
- Красовская Т. М. «Охрана природы Великобритании». Москва, ВНИИТЭИСХ, 1972 (в соавторстве)
- Красовская Т. М. «Природопользование Севера России». Москва: Изд-во ЛКИ, 2008